# Julián Robles
Julián Robles García (Palma de Mallorca, España, 23 de marzo de 1981) es un exfutbolista y entrenador español que se actuaba como centrocampista. Actualmente está retirado sin entrenar. 

## Trayactoria

### Como jugador
Es un centrocampista formado en las categorías inferiores del Real Club Deportivo Mallorca, con el que debuta en la temporada 1999-00 con el R. C. D. Mallorca "B". Tras formar parte del primer equipo del Real Club Deportivo Mallorca, en 2003 abandona el conjunto balear para vestir las camisetas del C. F. Ciudad de Murcia, Real Valladolid C. F., Club Polideportivo Ejido, C. E. Sabadell F. C. y C. F. Badalona, club que se retiró en 2012.

### Como entrenador
Tras colgar las botas como jugador, en la temporada 2014-15 firma como segundo entrenador de Javier Olaizola en el Real Club Deportivo Mallorca "B" de la Segunda División B de España, en el que permanece durante dos temporadas.
El 7 de diciembre de 2016, firma como segundo entrenador del Real Club Deportivo Mallorca de la Primera División de España, primero a las órdenes de Javier Olaizola y más tarde de Sergi Barjuán.
En la temporada 2017-18, se convierte en entrenador del juvenil "A" del Real Club Deportivo Mallorca.
En la temporada 2018-19, firma como entrenador del Real Club Deportivo Mallorca "B" de la Tercera División de España para sustituir a Pepe Gálvez.
El 10 de abril de 2022, logra el ascenso a la Segunda Federación tras ser campeón del grupo balear de Tercera División de España.

## Clubes

### Como jugador
| Club                     | País   | Año       |
| ------------------------ | ------ | --------- |
| R. C. D. Mallorca "B"    | España | 1999-2002 |
| R. C. D. Mallorca        | España | 2000-2003 |
| C. F. Ciudad de Murcia   | España | 2003-2004 |
| Real Valladolid C. F.    | España | 2004-2006 |
| Club Polideportivo Ejido | España | 2006-2009 |
| C. E. Sabadell F. C.     | España | 2009-2011 |
| C. F. Badalona           | España | 2011-2012 |

### Como entrenador
| Club                                         | País   | Año             |
| -------------------------------------------- | ------ | --------------- |
| R. C. D. Mallorca "B" (2º entrenador)        | España | 2014-2016       |
| Real Club Deportivo Mallorca (2º entrenador) | España | 2016-2017       |
| Real Club Deportivo Mallorca (Juvenil "A")   | España | 2017-2018       |
| R. C. D. Mallorca "B"                        | España | 2018-actualidad |